# Between the Earth and the Stars
Between the Earth and the Stars (с англ. — «Между Землей и звёздами») — семнадцатый студийный альбом британской певицы Бонни Тайлер, выпущенный 15 марта 2019 года лейблом earMUSIC. Альбом был спродюсирован Дэвидом Макеем.

## Создание
После выпуска альбома Rocks and Honey в 2013 году Тайлер отметила на португальской радиостанции Kiss FM, что она ожидала, что это будет её последний альбом в карьере. В 2017 году она объявила, что решила записать записать еще один альбом после того, как услышала «фантастические новые песни», написанные для неё Кевином Данном, который играл на бас-гитаре в её первой группе в начале 1970-х годов. В марте 2016 года она посетила студию Cash Cabin в Нашвилле, чтобы начать запись альбома с продюсером Джоном Картером Кэшем. В 2018 году Тайлер объявила, что вместо этого она будет работать с Дэвидом Макеем, который продюсировал ее первые два альбома, The World Starts Tonight (1977) и Natural Force (1978). Талер и Маккей также сотрудничали над альбомами британского певца Фрэнки Миллера Double Take (2016).
В августе 2018 года издание The Sun ошибочно сообщило, что Тайлер записала целый альбом в дуэте с Родом Стюартом. Тайлер уточнила в другом интервью радиостанции Kiss FM, что они записали только одну песню, позже раскрыв название — «Battle of the Sexes».
Заглавная песня «Between the Earth and the Stars» была первоначально записана американским певцом Джеффом Вудом для его одноименного альбома 1997 года. Песня «Don’T Push Your Luck» изначально появилась в альбоме британской певицы Лоррейн Кросби Mrs Loud (2008). Песня «Slow Walk» впервые появилась в альбоме австралийского певца Брайана Кедда Bulletproof (2016).

## Промоушн
Тайлер объявила о воссоединении с Дэвидом Макеем на телешоу «Джейн Макдональд и друзья» в марте 2018 года. В октябре Тайлер появился на телешоу «Доброе утро, Америка». Также она выступила у Бранденбургских ворот в Берлине 31 декабря 2018 года для продвижения своего нового альбома и предстоящего тура.

### Синглы
1 февраля 2019 года, был выпущен первый сингл «Hold On» с альбома Between the Earth and the Stars.

### Турне
28 октября 2018 года Тайлер объявила, что отправляется в европейский тур в поддержку Between the Earth and the Stars. Тур началось 28 апреля 2019 года в цирке «Krone» в Мюнхене, Германия. Концерты на площадках Германии, Бельгии, Нидерландов, Швейцарии, Люксембурга, Франции и Австрии. Заключительные концерты певица дала в феврале 2020 года в России, в Екатеринбурге и Санкт-Петербурге.

## Список композиций
| №                   | Название                                            | Автор(ы)                                        | Длительность |
| ------------------- | --------------------------------------------------- | ----------------------------------------------- | ------------ |
| 1.                  | «Hold On»                                           | David Mackay Kevin Dunne                        | 3:18         |
| 2.                  | «Battle of the Sexes» (with Rod Stewart)            | Chris Norman Geoff Carlin                       | 3:47         |
| 3.                  | «Slow Walk»                                         | Brian Cadd John Belland                         | 3:13         |
| 4.                  | «Seven Waves Away»                                  | Alexandra Gibb Barry Gibb Doug Emery Steve Gibb | 3:44         |
| 5.                  | «Someone's Rockin' Your Heart» (with Francis Rossi) | Rossi Bob Young                                 | 3:01         |
| 6.                  | «Older»                                             | Amy Wadge                                       | 3:41         |
| 7.                  | «Taking Control» (with Cliff Richard)               | Womack                                          | 3:36         |
| 8.                  | «Between the Earth and the Stars»                   | Richard Wold John David                         | 3:55         |
| 9.                  | «Don't Push Your Luck»                              | Stuart Emerson                                  | 3:07         |
| 10.                 | «To the Moon and Back»                              | Wadge                                           | 3:41         |
| 11.                 | «Bad for Loving You»                                | Wadge Maguire                                   | 2:57         |
| 12.                 | «Let's Go Crazy Tonight»                            | Huff Mackay Klender Beckett Winchester          | 3:00         |
| 13.                 | «Missing You»                                       | Mackay Dunne                                    | 3:53         |
| 14.                 | «Move»                                              | Rachel Morrison Tom Morrison                    | 3:41         |
| Общая длительность: | Общая длительность:                                 | Общая длительность:                             | 48:34        |

## Чарты
| Чарт (2019)                                  | Пиковая позиция |
| -------------------------------------------- | --------------- |
| Австрия (Ö3 Austria)                         | 24              |
| Бельгия/Валлония (Ultratop)                  | 164             |
| Франция (SNEP)                               | 181             |
| Германия (Offizielle Top 100)                | 23              |
| Шотландия (Scottish Albums Chart)            | 12              |
| Испания (PROMUSICAE)                         | 96              |
| Швейцария (Schweizer Hitparade)              | 11              |
| Великобритания (UK Albums Chart)             | 34              |
| Великобритания (UK Independent Albums Chart) | 4               |

## История релизов
| Регион         | Дата           | Формат(ы)             | Лейбл    | Прим.  |
| -------------- | -------------- | --------------------- | -------- | ------ |
| Франция        | 15 марта 2019  | CD, цифровая загрузка | earMUSIC | [ 16 ] |
| Германия       | 15 марта 2019  | CD, цифровая загрузка | earMUSIC | [ 17 ] |
| Италия         | 15 марта 2019  | CD, цифровая загрузка | earMUSIC | [ 18 ] |
| Испания        | 22 марта 2019  | CD, цифровая загрузка | earMUSIC | [ 19 ] |
| Великобритания | 22 марта 2019  | CD, цифровая загрузка | earMUSIC | [ 20 ] |
| США            | 12 апреля 2019 | CD, цифровая загрузка | earMUSIC | [ 21 ] |
| Канада         | 12 апреля 2019 | CD, цифровая загрузка | earMUSIC |        |